# USS William B. Preston (DD-344)
Za druga plovila z istim imenom glejte USS William B. Preston.
USS William B. Preston (DD-344) je bil rušilec razreda Clemson v sestavi Vojne mornarice Združenih držav Amerike.
Rušilec je bil poimenovan po ameriškemu politiku Williamu Ballardu Prestonu.

## Zgodovina
Za zasluge med drugo svetovno vojno je bil rušilec odlikovan z eno bojno zvezdo.
6. decembra 1945 je bil rušilec izvzet iz aktivne sestave, bil 3. januarja 1946 odstranjen iz seznama plovil Vojne mornarice ZDA in bil novembra 1946 prodana za razrez.